# Aquilastacus
Aquilastacus är ett släkte av kräftdjur. Aquilastacus ingår i familjen Leptastacidae.
Släktet innehåller bara arten Aquilastacus serratus.